# کانی گیلکریست
کانی گیلکریست (انگلیسی: Connie Gilchrist؛ ۲ فوریهٔ ۱۹۰۱ – ۳ مارس ۱۹۸۵) یک هنرپیشه اهل ایالات متحده آمریکا بود.
از فیلم‌ها یا برنامه‌های تلویزیونی که وی در آن نقش داشته است می‌توان به ترانه مرد لاغر، تورتیلا فلت، اعمال خشونت، هودینی، نامه‌ای به سه همسر، دوره‌گردها، عمه میم، زنان کوچک، لانگ جان سیلور اشاره کرد.